# Ceanothus gloriosus
Ceanothus gloriosus är en brakvedsväxtart som beskrevs av Howell. Ceanothus gloriosus ingår i släktet Ceanothus och familjen brakvedsväxter.

## Underarter
Arten delas in i följande underarter:
- C. g. exaltatus
- C. g. porrectus